# Максимейко Олексій Іванович
Максиме́йко Олексі́й Іва́нович (Олекса) (* 26 травня 1921, Снітин Лубенського району) — український поет, нагороджений орденами і медалями, член НСПУ.

## З життєпису
В 1930-х роках його батько Іван Дмитрович, хлібороб, був арештований та через кілька тижнів розстріляний.
Закінчив фельдшерсько-акушерську школу та Київський університет.
З першого до останнього дня пройшов війну з нацистською Німеччиною — кулеметник 984-го стрілецького полку саніструктор, військфельдшер 382-го окремого дивізіону протиповітряної оборони, повернувся у званні лейтенанта. Виступав у дивізійній та армійській газетах з ліричними творами. Важко контужений на березі річки Урух, притоки Тереку, переховували та лікували селяни-осетини Тменови, яких він після війни знайшов. 1946 року поступив на філологічний факультет Київського університету.
В повоєнний час працював у періодиці — у редакціях журналів «Колгоспник України», «Радянська школа». Перша книжка «У пломені літ» з'явилася 1972 року — за сприяння Абрама Кацнельсона й Дмитра Міщенка.

## Твори
Автор поетичних книжок:
- «Суцвіття», 1965
- «Петрусь» 1972
- «У пломені літ», 1972
- «Відлуння часу», 1981
- «Солдатською ходою», 1986
- «Наперекір долі», 1990
- «Весни у березових сережках», 1991
- «Колосок на вітрах», 1994
- «Всупереч літам» (вибране), 1995
- «Росою травневою вмитий», 1996
- «А юність на Ельбі лишилась», 1997
- «Оранта: Лірика», 1999
- «Дивишся з фото на мене», 2000
- «Сула, як пісня», 2001
- «Обезсмертив (лірика)», 2002
- «Сторінки юності (фронтовий щоденник)», 2002
- «Одкровення», 2002
- «Мизинівка», 2003
- «Дивуюся, як вижив я…»
- «Есклібрис»
- «Слово — моя зброя»